# Juli Clàssic
Juli Clàssic, en llatí Julius Classicus, fou un oficial romà descendent d'una família de sang reial dels trèvers, prefecte d'un cos (ala) auxiliar gal de l'exèrcit romà del Rin.
Després de la mort de Vitel·li l'any 69 aC, es va unir a la revolta de Civilis al front d'una part dels trèvers que fins llavors havien restat lleials als romans. No hi va haver però signes d'oberta rebel·lió fins a la mort d'Hordeoni Flac. Junt amb ells conspirava Juli Tutor, un trèver, i Juli Sabí, del poble dels lingons i en una reunió a Colonia Agrippinensis van decidir fer una emboscada a les forces romanes als passos dels Alps, convèncer les legions i matar els legats. Van enviar missatgers per sublevar els gals.
Dil·li Vòcula, el comandant romà, es va assabentar del complot però no tenia prou forces per avortar-lo, i encara va haver d'abandonar Colònia per anar contra Civilis a Castra Vetera. La revolta en aquell moment dels auxiliars gals, va obligar a Vòcula a retirar-se a Novesium. Clàssic i els seus companys van convèncer a part de les tropes de Vòcula, d'amotinar-se i en els disturbis que van seguir, un desertor romà de nom Emili Longí, fou enviat al camp de Vòcula, i el va matar.
Llavors Clàssic va entrar al camp i es va posar les insígnies d'emperador romà i va obligar els soldats a fer el jurament a l'emperador dels gals (pro imperio Galliarum). El comandament es va repartir entre Clàssic i Tutor. Els soldats romans van convèncer els seus companys assetjats a Castra Vetera de rendir-se i fer el mateix jurament.
Juli Clàssic va lluitar amb Civilis fins al final (70 aC) i la seva sort és desconeguda.